# Kleinseitner Gymnasium
Das Kleinseitner Gymnasium (auch Gymnasium auf der Kleinseite; lateinisch Gymnasium Regio Micropragensi) war eine Bildungseinrichtung auf der Prager Kleinseite vom 18. bis 20. Jahrhundert.

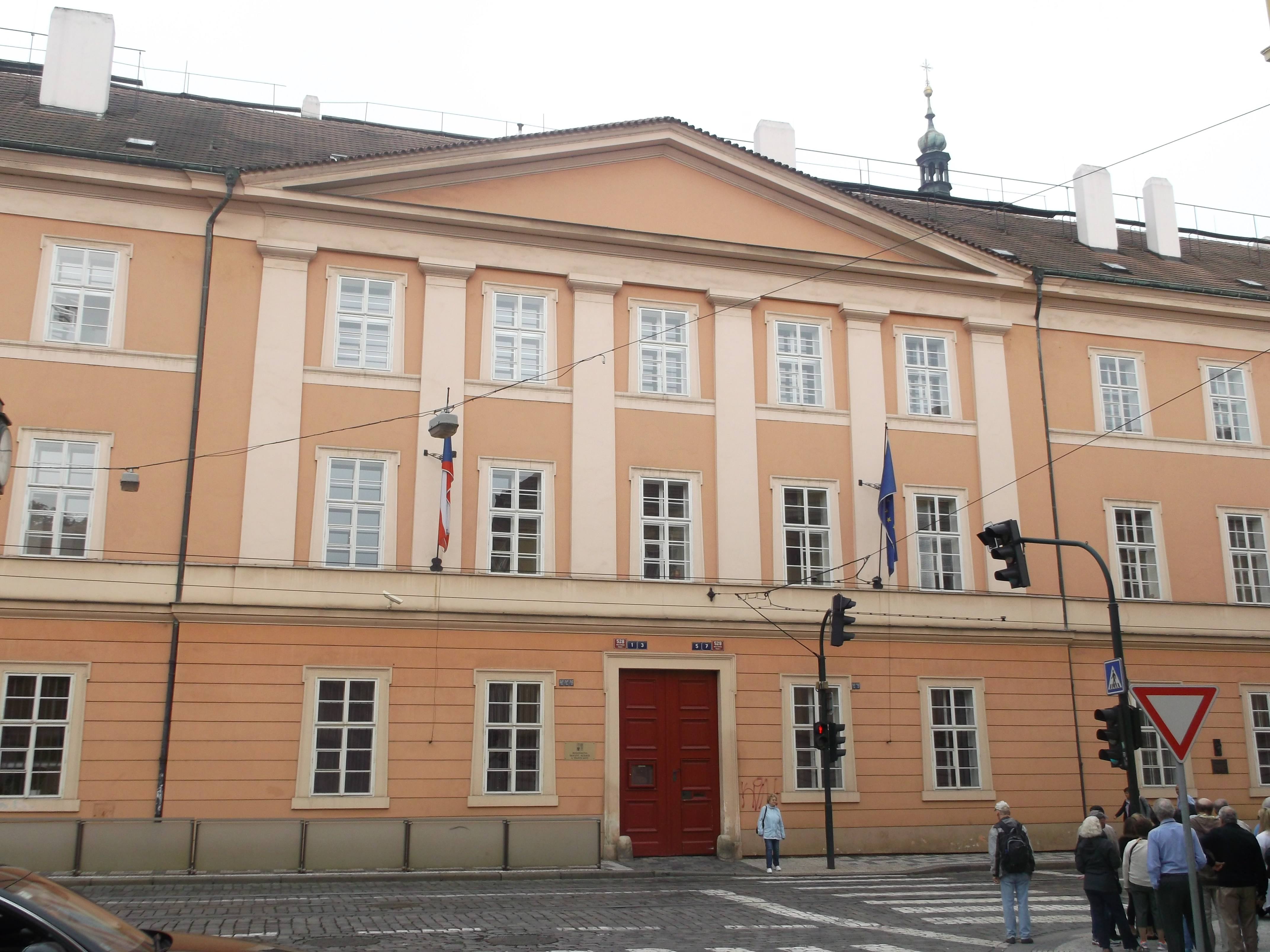
Ehemaliges Gymnasium in der Karmelitská 1

## Geschichte
1625 gründeten Jesuiten ein Collegium für Jungen auf der Prager Kleinseite.  Es war das zweite nach dem Altstädter. 1773 wurde der Orden aufgelöst.
Seit 1788 führten Karmeliten eine Jungenschule, aus der bald ein Gymnasium entstand.
1839 wurde ein neues Schulgebäude in der Karmelitengasse 1/529 (Karmelitská ulice) eröffnet. Um 1884 entstand in der Nähe ein eigenständiges tschechisches Kleinseitner Gymnasium (mit böhmischer Unterrichtssprache).
Um 1888 wurde ein neues Schulgebäude in der Karmelitengasse 385 bezogen.
Auch nach der Gründung des tschechoslowakischen Staates 1918 gab es ein deutsches Gymnasium auf der Kleinseite. Dieses bestand bis nach 1940.

## Strukturen
Das Kleinseitner Gymnasium war das deutscheste aller Gymnasien in Prag. Es hatte den höchsten Anteil an deutschsprachigen Schülern der drei älteren Gymnasien. Es gab fast keine tschechischen Muttersprachler und auch der Anteil der jüdischen Schüler war der niedrigste aller deutschsprachigen Gymnasien in der Stadt.
Auch die Grundeinstellung der meisten Lehrer und des Unterrichtsplanes war stärker deutsch-national ausgerichtet als in den anderen Gymnasien.
Die Unterrichtsfächer waren Religion, deutsche, lateinische und griechische Sprache, Geographie und Geschichte, Mathematik und Physik, sowie tschechische Sprache, Gesang und Turnen als Freifächer, wie in den anderen Gymnasien auch.
Es gab eine Burschenschaft „Quercus“ unter einigen Schülern um 1875, sowie eine Fußballmannschaft in den 1890er Jahren.

## Persönlichkeiten
Schüler
Carl Thomas Mozart, der Sohn Wolfgang Amadeus Mozarts besuchte das Gymnasium.
Der Schriftsteller Fritz Mauthner hat in seinen Lebenserinnerungen ausführlich über seine Schulzeit ab 1866 im Kleinseitner Gymnasium berichtet. Friedrich Torberg veröffentlichte 1930 seinen Roman Der Schüler Gerber, in dem er seine Erlebnisse nach einem missglückten Maturaversuch eindrücklich verarbeitete.
Weitere Schüler waren der tschechische Nationaldichter Jan Neruda (um 1847/50), Philipp Weber von Ebenhof, Karel Freja, Karl Damian von Schroff, Carl Herloßsohn (1813 bis etwa 1819), Jan Pětr Jordan (1831 bis 1837), Franz Löbmann (bis 1876), Franz Moth (bis etwa 1819), Raphael Pacha und Joseph Hantschl (um 1790).
Lehrer
Ein Lehrer war Ferdinand Kindermann von Schulstein